# Natação no Campeonato Mundial de Esportes Aquáticos de 2017 - 4x100 m medley feminino
A prova do revezamento 4x100 metros medley feminino da natação no Campeonato Mundial de Esportes Aquáticos de 2017 ocorreu no dia 30 de julho em Budapeste na Hungria.

## Recordes
Antes desta competição, os recordes mundiais e do campeonato nesta prova eram os seguintes:
| Tipo                  | Atleta         | Tempo   | Local   | Data                |
| --------------------- | -------------- | ------- | ------- | ------------------- |
|                       | Estados Unidos | 3:52.05 | Londres | 4 de agosto de 2012 |
| Recorde do campeonato | China          | 3:52.19 | Roma    | 1 de agosto de 2009 |

Os seguintes novos recordes foram estabelecidos durante esta competição. 
| Data        | Prova | Nacionalidade  | Tempo   | Recordes |
| ----------- | ----- | -------------- | ------- | -------- |
| 30 de julho | Final | Estados Unidos | 3:51.55 | ,        |

## Medalhistas
| Ouro | Prata                                                                                                  | Bronze |
| Estados Unidos · Kathleen Baker · Lilly King · Kelsi Worrell · Simone Manuel · Olivia Smoliga · Katie Meili · Sarah Gibson · Mallory Comerford | Rússia · Anastasia Fesikova · Yuliya Yefimova · Svetlana Chimrova · Veronika Popova · Natalia Ivaneeva | Austrália · Emily Seebohm · Taylor McKeown · Emma McKeon · Bronte Campbell · Holly Barratt · Jessica Hansen · Brianna Throssell · Shayna Jack |

## Resultados

### Eliminatórias
Esses foram os resultados das eliminatórias. Foram realizadas no dia 30 de julho com início às 10:21. 
| Pos. | Bateria | Raia | Nacionalidade  | Nadadoras | Tempo   | Notas            |
| ---- | ------- | ---- | -------------- | --- | ------- | ---------------- |
| 1    | 2       | 4    | Estados Unidos | Olivia Smoliga (59.52) Katie Meili (1:05.17) Sarah Gibson (58.36) Mallory Comerford (52.90)                      | 3:55.95 | Q                |
| 2    | 2       | 5    | China          | Fu Yuanhui (1:00.04) Shi Jinglin (1:06.55) Zhang Yufei (57.50) Zhu Menghui (53.03)                               | 3:57.12 | Q                |
| 3    | 1       | 5    | Canadá         | Kylie Masse (58.86) Kierra Smith (1:07.20) Rebecca Smith (57.75) Sandrine Mainville (53.36)                      | 3:57.17 | Q                |
| 4    | 2       | 3    | Rússia         | Anastasia Fesikova (59.61) Natalia Ivaneeva (1:06.89) Svetlana Chimrova (57.62) Veronika Popova (53.41)          | 3:57.53 | Q                |
| 5    | 1       | 4    | Austrália      | Holly Barratt (59.68) Jessica Hansen (1:07.10) Brianna Throssell (58.52) Shayna Jack (53.44)                     | 3:58.74 | Q                |
| 6    | 2       | 6    | Itália         | Margherita Panziera (1:01.04) Arianna Castiglioni (1:06.99) Ilaria Bianchi (57.56) Federica Pellegrini (54.44)   | 4:00.03 | Q                |
| 7    | 2       | 8    | Suécia         | Ida Lindborg (1:01.24) Sophie Hansson (1:08.62) Louise Hansson (58.29) Michelle Coleman (53.29)                  | 4:01.44 | Q                |
| 8    | 1       | 3    | Reino Unido    | Georgia Davies (1:00.23) Sarah Vasey (1:07.96) Alys Thomas (59.84) Freya Anderson (53.75)                        | 4:01.78 | Q                |
| 9    | 2       | 2    | Chéquia        | Simona Baumrtová (1:00.13) Martina Moravčíková (1:07.76) Lucie Svěcená (59.18) Anna Kolářová (55.16)             | 4:02.23 | Recorde nacional |
| 10   | 1       | 2    | Hungria        | Katalin Burián (1:00.62) Anna Sztankovics (1:08.75) Liliána Szilágyi (58.32) Flóra Molnár (55.39)                | 4:03.08 | Recorde nacional |
| 11   | 1       | 8    | Finlândia      | Mimosa Jallow (1:01.43) Jenna Laukkanen (1:07.06) Kaisla Kollanus (1:02.43) Lotta Nevalainen (55.46)             | 4:06.38 |                  |
| 12   | 2       | 1    | Nova Zelândia  | Bobbi Gichard (1:01.63) Natasha Lloyd (1:09.35) Helena Gasson (1:00.31) Gabrielle Fa'amausili (55.80)            | 4:07.09 |                  |
| 13   | 1       | 6    | Hong Kong      | Claudia Lau (1:02.56) Siobhan Haughey (1:07.62) Chan Kin Lok (1:00.22) Sze Hang Yu (57.00)                       | 4:07.40 |                  |
| 14   | 1       | 7    | Israel         | Andrea Murez (1:02.45) Amit Ivry (1:11.27) Keren Siebner (59.65) Zohar Shikler (56.98)                           | 4:10.35 |                  |
| 15   | 1       | 1    | Eslováquia     | Karolina Hájková (1:03.57) Andrea Podmaníková (1:10.86) Barbora Mišendová (1:01.62) Katarína Listopadová (55.98) | 4:12.03 |                  |
| 16   | 2       | 0    | México         | Fernanda González (1:02.25) Esther González (1:10.86) María José Mata (1:02.41) Liliana Ibáñez (56.52)           | 4:12.04 |                  |
| 17   | 2       | 7    | África do Sul  | Samantha Randle (1:05.85) Kaylene Corbett (1:10.65) Erin Gallagher (1:01.58) Emma Chellius (57.39)               | 4:15.47 |                  |

### Final
A final foi realizada em 30 de julho às 19h07. 
| Pos.              | Raia | Nadadoras      | Nacionalidade                                                                                                  | Tempo   | Notas            |
| ----------------- | ---- | -------------- | --- | ------- | ---------------- |
| Medalha de ouro   | 4    | Estados Unidos | Kathleen Baker (58.54) Lilly King (1:04.48) Kelsi Worrell (56.30) Simone Manuel (52.23)                        | 3:51.55 | ,                |
| Medalha de prata  | 6    | Rússia         | Anastasia Fesikova (58.96) Yuliya Yefimova (1:04.03) Svetlana Chimrova (56.99) Veronika Popova (53.40)         | 3:53.38 | Recorde europeu  |
| Medalha de bronze | 2    | Austrália      | Emily Seebohm (58.53) Taylor McKeown (1:06.29) Emma McKeon (56.78) Bronte Campbell (52.69)                     | 3:54.29 |                  |
| 4                 | 3    | Canadá         | Kylie Masse (58.31) Kierra Smith (1:06.57) Penny Oleksiak (56.90) Chantal Van Landeghem (53.08)                | 3:54.86 | Recorde nacional |
| 5                 | 1    | Suécia         | Ida Lindborg (1:01.56) Jennie Johansson (1:05.76) Sarah Sjöström (55.03) Michelle Coleman (52.93)              | 3:55.28 |                  |
| 6                 | 5    | China          | Fu Yuanhui (1:00.52) Shi Jinglin (1:06.16) Zhang Yufei (57.39) Zhu Menghui (53.62)                             | 3:57.69 |                  |
| 7                 | 8    | Reino Unido    | Kathleen Dawson (1:00.24) Sarah Vasey (1:07.06) Charlotte Atkinson (58.29) Freya Anderson (53.92)              | 3:59.51 |                  |
| 8                 | 7    | Itália         | Margherita Panziera (1:01.12) Arianna Castiglioni (1:06.55) Ilaria Bianchi (57.64) Federica Pellegrini (54.67) | 3:59.98 |                  |

Legenda
| Recorde mundial       | Recorde mundial (World record)               |                       | Recorde africano                      | Recorde africano (African) |                                           | Q | Classificado por posição (Qualified) |
| Recorde do campeonato | Recorde do campeonato (Championship record)  | Recorde da América    | Recorde da América (Americas)         | q                          | Classificado por melhor tempo (Qualified) |   |                                      |
| Melhor marca do ano   | Melhor marca do ano (World leading)          | Recorde asiático      | Recorde asiático (Asian)              | DNS                        | Não largou (Did not start)                |   |                                      |
| Recorde nacional      | Recorde nacional (National record)           | Recorde europeu       | Recorde europeu (European)            | DNF                        | Não terminou (Did not finish)             |   |                                      |
| Recorde pessoal       | Recorde pessoal do atleta (Personal best)    | Recorde da Oceania    | Recorde da Oceania (Oceania)          | DSQ / DQ                   | Desclassificado (Disqualified)            |   |                                      |
| Recorde da temporada  | Recorde da temporada do atleta (Season best) | Recorde sul-americano | Recorde sul-americano (South America) | NM                         | Sem marca (No mark)                       |   |                                      |